# Timex Group
Timex Group B.V., o Timex Group, és una societat hòlding holandesa amb seu a Amsterdam, Països Baixos, i l'empresa matriu de diverses empreses de fabricació de rellotges al voltant del món, incloent-hi Timex Group USA, Inc., TMX Filipines, Inc., i Timex Group India Ltd. Les empreses i llicències mundials exclusives inclouen la Timex Business Unit (Timex, Timex Ironman, Opex, TX, Nautica, Marc Eckō), Timex Group Luxury Watches (Valentino, Salvatore Ferragamo), Sequel (Guess?, Gc), Vertime (Versace, Versus) i el Giorgio Galli Design Lab. Avui, els productes del Timex Group B.V. es fabriquen a les Filipines, Hong Kong, Xina, França, Índia i Suïssa, sovint basats en una tecnologia que es continua desenvolupant als Estats Units i a l'Alemanya. El grup té operacions en diversos països d'Europa, Amèrica, Àsia i Austràlia.